# أليخاندرو بيخارانو
اليخاندرو بيخارانو (بالإسبانية: Alejandro Bejarano)‏ (21 يونيو 1984 في الأرجنتين - ) هو مدرب كرة قدم ولاعب كرة قدم بوليفي وأرجنتيني في مركز الوسط. شارك مع منتخب بوليفيا لكرة القدم. أما مع النوادي، فقد لعب مع ذي سترونغيست ونادي خورخي ويلسترمان ونادي ديبورتيفو سان خوسي وUniversitario de Sucre ‏ وTalleres de Perico ‏.

## روابط خارجية
- اليخاندرو بيخارانو على موقع إي إس بي إن إف سي (الإنجليزية)
- اليخاندرو بيخارانو على موقع قاعدة بيانات كرة القدم.إي يو (الإنجليزية)
- اليخاندرو بيخارانو على موقع Soccerway.com (الإنجليزية)
- اليخاندرو بيخارانو على موقع AS.com (الإسبانية)